# Phương ngữ Slavomolisano
Tiếng Slavomolisano, còn được gọi là tiếng Slav Molise hoặc tiếng Croat Molise, là một biến thể của tiếng Croatia Shtokavia được nói bởi người Ý gốc Croatia ở tỉnh Campobasso, thuộc vùng Molise phía nam nước Ý, trong các làng Montemitro (Mundimitar), Acquaviva Collecroce (Živavoda Kruč) và San Felice del Molise (Štifilić). Có ít hơn 1.000 người nói như tiếng mẹ đẻ, với ít hơn 2.000 người nói như ngôn ngữ thứ hai.
Nó đã được bảo tồn kể từ khi một nhóm người Croatia di cư khỏi Dalmatia để trốn chạy quân Ottoman. Cư dân của những ngôi làng này nói một phương ngữ Shtokavia với giọng Ikavia. Người Croatia ở Molise tự coi mình là người Ý gốc Slav, có di sản Nam Slav và nói ngôn ngữ Slav, chứ không chỉ đơn giản là người dân tộc Slav hoặc người Croatia. Một số người nói tự gọi mình là Zlavi hoặc Harvati và gọi tiếng của họ đơn giản là na našo ("ngôn ngữ của chúng ta").

## Văn bản mẫu
Một văn bản được thu thập bởi Milan Rešetar vào năm 1911 (ở đây các ký tự nhỏ phía trên, ví dụ a, biểu thị nguyên âm vô thanh):
| Tiếng Slavomolisano | Tiếng Croatia chuẩn | Tiếng Việt |
| --- | --- | --- |
| Nu votu biš na-lisic oš na-kalandrel; su vrl grańe na-po. Lisic je rekla kalandrel: "Sad’ ti grańe, ka ja-ću-ga plivit." Sa je-rivala ka’ sa-plivaš; je rekla lisic: "Pliv’ ti sa’, ke ja-ću-ga poranat." Kalandral je-plivila grańe. Kada sa ranaše, je rekla lisic: "Sa’ ranaj ti, ke ja-ću-ga štoknit." Je-rivala za-ga-štoknit; je rekla lisic: "Sa’ štokni ga-ti, ke ja-ću-ga zabrat." Je rivala za zabrat; je rekla lisic: "Zabri-ga ti, ke ja-ću-ga razdilit." Je pola kalandrela za-ga-razdilit; lisic je-vrla kučak zdola meste. Sa je rekla lisic kalandrel: "Vam’ meste!"; kaladrela je-vazela meste, je jizaša kučak, je kumenca lajat, — kalandrela je ušl e lisic je-rekla: "Grańe men — slamu teb!" | Jedanput bješe jedna lisica i jedna ševa; metnule su kukuruz napola. Lisica je rekla ševi: "Sadi ti kukuruz, jer ja ću ga plijeviti." Sad je došlo (vrijeme), kada se plijevljaše; rekla je lisica: "Plijevi ti sad, jer ja ću ga opkopati." Ševa je plijevila kukuruz. Kada se opkapaše, rekla je lisica: "Sada opkapaj ti, jer ja ću rezati." Došlo je (vrijeme) da se reže; rekla je lisica: "Sad ga reži ti, jer ja ću ga probrati." Došlo je (vrijeme) da se probere; rekla je lisica: "Proberi ga ti, jer ja ću ga razdijeliti." Pošla je ševa da ga dijeli; lisica je metnula kučka pod vagan. Sad je rekla lisica ševi: "Uzmi vagan!"; ševa je uzela vagan, izašao je kučak, počeo je lajati, — ševa je pobjegla, a lisica je rekla: "Kukuruz meni — slamu tebi!" | Ngày xưa có một con cáo và một con chim chiền chiện; chúng chia đôi ngô. Con cáo nói với chim chiền chiện: "Anh trồng ngô đi, vì tôi sẽ nhổ trấu." Đã đến lúc phải loại bỏ trấu; con cáo nói: "Bây giờ anh nhổ cỏ, vì tôi sẽ đào xung quanh nó." Chim chiền chiện nhổ bỏ trấu từ ngô. Khi đến lúc phải đào, con cáo nói: "Bây giờ anh hãy đào đi, vì tôi sẽ gặt nó." Đã đến lúc gặt hái nó; con cáo nói: "Bây giờ anh hãy gặt hái nó, vì tôi sẽ thu thập nó." Đã đến lúc thu thập; con cáo nói: "Anh thu thập nó, vì tôi sẽ chia nó ra." Chim chiền chiện đi chia nó ra; con cáo đặt một con chó dưới cái cân. Bây giờ cáo nói với chim chiền chiện: "Lấy cái cân đi!"; chiền chiện lấy cái cân, con chó bước ra, nó bắt đầu sủa - chim chiền chiện hoảng sợ bay đi, còn cáo nói: "Tôi có ngô, phần anh rơm nhé!" |

Một phần của Hoàng tử bé, được dịch sang tiếng Slav Molise bởi Walter Breu và Nicola Gliosca:
| Tiếng Slavomolisano | Tiếng Croatia chuẩn | Tiếng Việt |
| --- | --- | --- |
| A! Mali kraljič, ja sa razumija, na mala na votu, naka, tvoj mali život malingonik. Ti s'bi jima sa čuda vrima kana dištracijunu sama ono slako do sutanji. Ja sa znaja ovu malu aš novu stvaru, dòp četar dana jistru, kada ti s'mi reka: Su mi čuda drage sutanja. | Ah! Mali prinče, tako sam, malo po malo, shvatio tvoj mali, tužni život. Tebi je dugo vremena jedina razonoda bila samo ljepota sunčevih zalazaka! Tu sam novu pojedinost saznao četvrtog dana ujutro kad si mi rekao: Jako volim zalaske sunca. | Ôi hoàng tử bé ơi, dần dà tôi hiểu ra những bí mật trong cuộc sống nhỏ bé buồn tẻ của em. Đã từ rất lâu rồi em chỉ tìm thấy chút niềm vui khi tận hưởng cảnh hoàng hôn đổ bóng. Tôi biết được điều mới mẻ ấy vào sáng ngày thứ tư tôi ở đây, lúc em mở lời: Em thích cảnh hoàng hôn lắm. |